# Jerome Dillon
Jerome Dillon (ur. 16 lipca 1969 w Columbus, Ohio w USA) – amerykański perkusista, w latach 1999-2005 członek zespołu Nine Inch Nails.
W 1994 roku Dillon dołączył do pop-rockowej grupy Howlin' Maggie. W lipcu cztery lata później rozstał się z zespołem i przeprowadził do Los Angeles. W tym roku również wziął udział w przesłuchaniu do Nine Inch Nails.  W 1999 roku oficjalnie został członkiem grupy jako perkusista. Ostatni koncert z Nine Inch Nails zagrał 1 października 2005 roku w Hollywood Bowl.

## Wybrana dyskografia
- Honeysuckle Strange (Howlin' Maggie, 1996)
- Amber Headlights (Greg Dulli, 2005)
- Jagged (Gary Numan, 2006)

### Z Nine Inch Nails
- ''The Fragile (1999)
- Things Falling Apart (2000)
- Cecil B. Demented (2000)
- And All That Could Have Been (2002)
- With Teeth (2005)
- Beside You in Time (2007)